# Рубикон (футбольный клуб)
«Рубикон» (укр. Рубікон) — украинский футбольный клуб из Киева, выступавший во Второй лиге чемпионата Украины. Домашние матчи проводил на стадионе «Арсенал-Арена» в селе Счастливое Бориспольского района.

## Названия
- 2017—2018 — «Рубикон»
- 2018—2020 — «Рубикон-Вишнёвое»
- 2020—2023 — «Рубикон»

## История
Клуб основан в марте 2017 года, в том же месяце команда стала членом Федерации футбола Киева. В следующем году «Рубикон» заявился на чемпионат Украины среди любителей. В начале своих выступлений на всеукраинском уровне клуб принимал соперников на Городском стадионе в Вишнёвом, куда вскоре переехал и сменил название на «Рубикон-Вишневое». Несмотря на прописку в Киевской области, команда выступала в чемпионате Киева, параллельно с играми в любительском чемпионате Украины. В первенстве столицы Украины «Рубикон-Вишневое» стал победителем первой лиги в 2019 году, а в следующем сезоне стал чемпионом и обладателем кубка города. Также клуб регулярно участвует в соревнованиях, проводимых Киевской областной ассоциацией футбола, таких как Мемориал Олега Макарова и Мемориал Александра Щанова, победителем последнего «Рубикон» стал в 2020 году. В чемпионате страны среди любителей команда выступала менее успешно, где лучшим результатом является 6-е место в группе в сезоне 2019/20, однако Рубикон стабильно имел один из самых «молодых» составов в лиге. В 2020 году команда вернулась в Киев и возвратила название «Рубикон»
Летом 2020 года стало известно, что клуб успешно прошёл аттестацию Профессиональной футбольной лиги и получил право выступать во второй лиге Украины. Свой дебютный матч в статусе профессионального клуба «Рубикон» провёл 29 августа 2020 года, на стадионе «Арсенал-Арена» в Счастливом уступив вышгородскому «Диназу» в поединке 1/64 Кубка Украины, со счётом 0:2.
На профессиональном уровне клуб выступал на протяжении трёх сезонов (включая прерванный из-за российского вторжения чемпионат 2021—2022 годов), занимая места в нижней части турнирной таблицы. Во время зимнего перерыва в сезоне 2022/23, клуб лишился финансирования и не смог найти новых спонсоров. В результате команда была расформирована и в мае 2023 года исключена из состава ПФЛ Украины

## Стадион
С первых дней своих выступлений в любительском чемпионате «Рубикон» выступал в Вишнёвом, на Городском стадионе. В 2020, после возвращения в Киев, команда принимала гостей на стадионах «Темп» и «Атлет». Начав выступления в профессиональных турнирах, в сезоне 2021/22 клуб перебрался в Счастливое, на стадион «Арсенал-Арена» (бывш. «Княжа-Арена»), а в следующем году выступал на стадионе Олимпийского колледжа им. И. Поддубного.

## Достижения
- Чемпионат Киева
  - Победитель: 2020
- Кубок Киева
  - Обладатель: 2020

## Выступления в чемпионатах Украины
| Сезон   | Дивизион            | Место в чемпионате | И  | В | Н | П  | ГЗ | ГП | О  | Кубок Украины                | Примечания                                                                                                   |
| ------- | ------------------- | ------------------ | -- | - | - | -- | -- | -- | -- | ---------------------------- | --- |
| 2020/21 | Вторая лига Украины | 11 из 14           | 24 | 4 | 5 | 15 | 17 | 44 | 17 | Первый предварительный раунд | |
| 2021/22 | Вторая лига Украины | 13 из 15           | 19 | 4 | 2 | 13 | 12 | 38 | 14 | Второй предварительный раунд | Розыгрыш был прерван в феврале 2022 года из-за российского вторжения в Украину                               |
| 2022/23 | Вторая лига Украины | 10 из 10           | 18 | 1 | 1 | 16 | 6  | 36 | 4  | Не проводился                | Клуб снялся с чемпионата после 10-ти матчей, в оставшихся играх команде были засчитаны технические поражения |

## Главные тренеры
- Виктор Курята (2017–2020)
- Сергей Литовченко (2020–2021)
- Виктор Курята (2021–2023)